# The Rocki Whore Picture Show: A Hardcore Parody
The Rocki Whore Picture Show: A Hardcore Parody ist eine US-amerikanische Pornofilm-Parodie des Regisseurs Brad Armstrong basierend auf dem Film The Rocky Horror Picture Show aus dem Jahr 2011. Der Film ist die erste Pornoparodie von Wicked Pictures seit zehn Jahren. Er wurde 2012 bei den AVN Awards mit sieben Preisen ausgezeichnet.

## Handlung
Nachts kommen Janet und Brad von ihrer Route ab. Sie kommen zu einem einsamen Landsitz. In der Hoffnung auf Hilfe klingeln sie an der Tür des Hauses. Der bucklige Butler Stiff Staff öffnet dem Paar und bittet sie herein. Für den Hausherrn Frank'n'Beans kommt der Besuch gerade wie gerufen, da er gerade nach einer passenden Hauptdarstellerin für einen Pornofilm sucht. Abgestoßen, aber auch fasziniert vom Treiben ihres Gastgebers, lassen sich Janet und Brad von ihm verführen.

## Sonstiges
Der Film wurde in zwei Versionen veröffentlicht, einmal mit fünf Songs, die die Originalsongs parodieren, darunter Time Warp (Orgy), Sweet Transvestite (Oversexed pornstar) etc. und eine ohne Songs. Dort werden die Intros meistens durch den Spruch abgebrochen, dass Anwälte die Songs verboten haben. Die Songs werden teilweise von den Darstellern selbst gesungen.
Des Weiteren existiert eine auf 105 Minuten gekürzte Free-TV-Version.

## Auszeichnungen
- 2012: XRCO Award – Best Parody (Comedy)
- 2012: XBIZ Award – Best Art Direction
- 2012: AVN Award – Best Parody – Comedy
- 2012: AVN Award – Best Art Direction
- 2012: AVN Award – Best Director – Parody (Brad Armstrong)
- 2012: AVN Award – Best DVD Extras
- 2012: AVN Award – Best Editing (Scott Allen)
- 2012: AVN Award – Best Makeup (Shelby Stevens & Melissa Makeup)
- 2012: AVN Award – Best Non-Sex Performance (James Bartholet)
- 2012: AVN Award – Best Overall Marketing Campaign – Individual Project
- 2012: AVN Award – Best Screenplay – Parody (Brad Armstrong & Hank Shenanigan)
- 2011: Nightmoves Award – Best Comedy/Parody (Editors Choice)